# Mercano, el marciano
Mercano el marciano és una pel·lícula argentina d'animació i comèdia de 2002 dirigida per Juan Antin, basada en la sèrie de curts transmesos per la versió argentina del canal MuchMusic. Es va estrenar el 3 d'octubre del 2002 i va ser produïda per la Universidad del Cine.

## Argument
Mercano és un marcià que viu afablement al seu cubicle amb el seu gos marcià, fins que un dia una sonda espacial enviada pels terrestres aixafa la seva mascota en el seu aterratge a Mart. L'aparell conté un missatge en àudio explicant que és de la Terra i que els visita en to de pau, i que els humans no volen fer-los mal. Enfurismat, Mercano marxa en la seva nau cap a la Terra per a venjar-se. Per desgràcia seva, la nau es destrueix en aterrar i Mercano ha de quedar-se a viure a Buenos Aires, en un país sumit en la crisi social entorn del Argentinazo, on el saqueig forma part de la rutina diària.
Des de la solitud del refugi en les clavegueres, Mercano aconsegueix prendre contacte amb els seus coterranis, demanant-los que el rescatin amb la seva intel·ligència pròpia d'una civilització superior, decideix usar una laptop que innocentment va agafar en un comerç saquejat, i reconstrueix el seu lloc natal en forma de realitat virtual, que connecta a internet per mitjà d'un link en una pàgina web.
Intentant comunicar-se amb els seus coterranis, a través de l'accés en línia coneix a Julián, un nen nerd amb sobrepès, i es fan amics. Julián mostra el seu amic marcià i el món virtual al seu pare, qui és director executiu d'una corporació sense escrúpols, que percep el potencial econòmic del descobriment, i que finalment aconsegueix segrestar Mercano amb la finalitat d'explotar la seva intel·ligència superior.
La corporació converteix al món virtual en un producte, i aconsegueix atreure al 98 per cent de la població mundial a través de la distribució massiva de computadores que donen accés al món virtual.

## Producció
El pressupost per a produir el film va ser de 250 mil dòlars i es va realitzar en els estudis cedits per la Universitat del cinema (FUC) de San Telmo, entitat que concedeix els diners per al llargmetratge. Cal destacar l'experiència de Juan Antín en la utilització de tecnologia 2D i 3D.

## Premis i reconeixements
La pel·lícula va obtenir un Esment Especial del Jurat al Festival du Film d’Animation Annecy 2002 i ha participat també dels festivals de Sant Sebastià l'Havana, Berlín, Brussel·les, San Diego, Tolosa, La Bourboule, Nova York.). Va guanyar el Premi del Públic al millor llargmetratge d'animació al XXXV Festival Internacional de Cinema Fantàstic de Catalunya, També va participar en la vintena vuitena edició del festival internacional d'Hong Kong. També va guanyar el premi a la millor pel·lícula d'animació als Premis Cóndor de Plata 2003.

## Actors de veu
- Graciela Borges... Mare Julián
- Roberto Carnaghi... Sr. Informàtica
- Fabio Alberti... Sr. Màrqueting / Sr. Alimenticio
- Damián Dreizik... Teo / Rino
- Alejandro Nagy... Sr. Economia
- Manuel Antin... Sr Tecnologia
- Queco Gervais... Sr. Genética
- Juan Antin... Mercano
- Ayar Blasco... Julián / E-Tet

## Altres col·laboradors
| Layout        | Animació           | Assistència d'animació | Tinta             | Dibuix de fons   | Pintura de fons    | Composició           | Animació 3D        | Passants           |
| ------------- | ------------------ | ---------------------- | ----------------- | ---------------- | ------------------ | -------------------- | ------------------ | ------------------ |
| Salvador Sanz | Mariano Vidal      | Matías Ortega          | Karina Carlomagno | Sebastián Ramseg | María Hellemeyer   | Fabián Fucci         | Maximiliano Balbo  | Matías Kopistinski |
| Fabián Fucci  | Nicolás Menge      | Alejandra Di Noto      | Maximiliano Misú  | Javier Rovella   | Gabriela Gorziella | Fernando Witis       | Matías De Rose     | Agustín Bobillo    |
|               | Mariana Parrotta   | Mariano Sister         | Ana Uhalde        | Andrés Lozano    | Elena Laplana      | Juan Manuel Gonzalía | Juan Manuel García |                    |
|               | Alejandro Fasce    | Lorena Suárez          | Silvina Suárez    | Javier Ramírez   |                    |                      | Pablo Grangeat     |                    |
|               | Cintya Czeszczewik | Ileana Gurovich        | Mariana Mazzeo    |                  |                    |                      | Ricardo González   |                    |
|               | Pablo Mendelbaum   | Fernando Soriano       | Sabrina Rotela    |                  |                    |                      |                    |                    |
|               | Daniel Duche       |                        | Mariano Gomila    |                  |                    |                      |                    |                    |